# إديث سميث
إديث سميث هي رسامة كندية، ولدت في 2 أكتوبر 1867، وتوفيت في 1954.